# Iota Canis Majoris
Désignations
Iota Canis Majoris (en abrégé ι CMa) est une étoile supergéante et variable de quatrième magnitude de la constellation australe du Grand Chien. D'après la mesure de sa parallaxe annuelle par le satellite Hipparcos, elle est distante d'approximativement ∼ 2 500 a.l. (∼ 766 pc) de la Terre. Elle s'en éloigne à une vitesse radiale héliocentrique de +41 km/s.
Iota Canis Majoris est une supergéante bleue massive de type spectral B3 Ib. Elle a été classée comme une étoile variable de type Beta Cephei, mais sa classe de luminosité de supergéante ainsi que sa période, qui est de plus d'un jour, remettent en cause cette classification. Sa magnitude apparente varie entre +4,36 et +4,40 selon une période de 1,4 jour. L'étoile est âgée de près de 16 millions d'années et elle est autour de 12,5 fois plus massive que le Soleil. Elle tourne sur elle-même à une vitesse de rotation projetée de 27 km/s. Le rayon de l'étoile est environ 26 fois plus grand que le rayon solaire, elle est 47 000 fois plus lumineuse que le Soleil et sa température de surface est de 17 000 K.
Iota Canis Majoris montre un arc de choc, créé par l'interaction qu'elle exerce avec le milieu interstellaire, mais cette nébulosité n'est pas alignée avec le mouvement de l'étoile dans la Galaxie.